# Richard Hornby
Pour les articles homonymes, voir Hornby.
Richard Phipps Hornby (20 juin 1922 - 22 septembre 2007) est un homme politique et homme d'affaires conservateur britannique. Il est député de Tonbridge pendant plus de 17 ans et demi, de juin 1956 à février 1974, occupant un poste ministériel subalterne pendant un an au milieu des années 1960. Il travaille pour l'agence de publicité J. Walter Thompson avant, pendant et après sa carrière au Parlement, et est président de la Halifax Building Society de 1983 à 1990.

## Jeunesse et vie privée
Hornby est né à St Michael's on Wyre dans le Lancashire, le fils aîné de Hugh Leycester Hornby. Son père remporte une croix militaire en tant qu'aumônier militaire en France en 1916 et est vicaire de St Michael's on Wyre à la naissance de Richard, plus tard recteur de Bury et évêque suffragant de Hulme.
Hornby est étudiant au Winchester College. Il joue des matchs occasionnels dans la Ligue de football pour le Bury FC à l'adolescence. Il étudie l'histoire au Trinity College d'Oxford, remportant un Bleu pour le football. Ses études sont interrompues par cinq années de service comme officier dans le King's Royal Rifle Corps pendant la Seconde Guerre mondiale. Il débarque en France six semaines après le jour J, combattant à travers la France, les Pays-Bas et en Allemagne. Il participe à la libération des camps de concentration.
Après avoir terminé ses études après la guerre, il enseigne l'histoire au Collège d'Eton de 1948 à 1950. Il épouse Stella Hichens, fille de Lionel Hichens et d'une soprano professionnelle, en 1951 . Ils ont trois fils et une fille. Il passe un an en tant que stagiaire en marketing chez Unilever de 1951 à 1952, puis rejoint l'agence de publicité J. Walter Thompson en tant que rédacteur publicitaire, avant de se concentrer sur une carrière politique.

## Carrière politique
Richard Hornby se présente, sans succès, comme candidat conservateur à Walthamstow West aux élections générales de 1955, perdant face au sortant, chef du Parti travailliste et ancien Premier ministre Clement Attlee. Il perd aussi lors de l'élection partielle de mars 1956 après qu'Attlee ait été transféré à la Chambre des lords. Hornby est finalement élu député lors de l'élection partielle de juin 1956 pour le siège conservateur sûr de Tonbridge, bien que, contre un candidat travailliste local et avec le gouvernement impopulaire d'Anthony Eden, la majorité conservatrice ait été réduite à à peine 1 600 voix. 
Il est secrétaire parlementaire privé de Duncan Sandys de 1959 à 1963 et continue à travailler pour J. Walter Thompson. Il prend congé de son poste de publicitaire d'octobre 1963 jusqu'aux élections générales d'octobre 1964, pour devenir sous-secrétaire d'État parlementaire pour les colonies, avec la responsabilité de l'Afrique et de l'éducation du Commonwealth, son seul poste au gouvernement. Il siège également au Conseil consultatif général de la BBC de 1969 à 1974, et est membre du Comité d'enquête sur les intrusions dans la vie privée de 1970 à 1972, et membre du British Council et de l'Institute of Race Relations.
Ses opinions libérales provoquent des troubles dans sa circonscription - il soutient les sanctions contre le régime de Ian Smith en Rhodésie et l'abolition de la peine capitale. il siège jusqu'à ce que la circonscription soit supprimée lors des changements de limites aux élections générales de février 1974. Refusant l'opportunité de se présenter dans le nouveau siège sûr de Royal Tunbridge Wells, il retourne à temps plein chez J. Walter Thompson, devenant directeur.

## Fin de carrière
Il rejoint le conseil d'administration de la Halifax Building Society à Londres en 1974 et rejoint son conseil d'administration principal en 1976. Il en est le vice-président de 1981 à 1983, et son président de 1983 jusqu'à sa retraite en 1990, au cours d'une période d'expansion rapide, la fin des taux d'intérêt étant fixée par la Building Societies Association et la promulgation des Building Societies. Loi de 1987. Il est également administrateur de Cadbury Schweppes, McCorquodale et Business in the Community.